# Kromosom 4
Kromosom 4 är ett av de tjugotre kromosomparen hos människan. Människor har normalt två kopior av denna kromosom. Kromosom 4 har 191 miljoner baspar. Den utgör 6–6,5 procent av människans arvsmassa med omkring 1 100 proteinkodande gener.